# استیون مالکوم
استیون مالکوم (انگلیسی: Stephen Malcolm؛ ۵ فوریهٔ ۱۹۷۰ – ۲۸ ژانویهٔ ۲۰۰۱) یک بازیکن فوتبال اهل جامائیکا بود.
وی همچنین در تیم ملی فوتبال جامائیکا بازی کرده‌است.
مالکوم تنها ساعاتی پس از بازی دوستانه با تیم ملی فوتبال بلغارستان در شهر کینگستون بر اثر سانحه رانندگی درگذشت